# Marisa Vieira
Marisa Vieira (ur. 30 grudnia 1979) – portugalska lekkoatletka, skoczkini o tyczce.
Odpadła w eliminacjach na uniwersjadzie (1999) oraz podczas młodzieżowych mistrzostw Europy w 1999 i 2001.
Reprezentantka kraju w pucharze Europy.
Trzykrotna mistrzyni Portugalii, w 2003 została halową mistrzynią kraju w pięcioboju.

## Rekordy życiowe
- Skok o tyczce – 4,03 (2000) były rekord Portugalii[3]